# Guy Tunmer
Percival Guy Tunmer (1 de dezembro de 1948 – 22 de junho de 1999) foi um automobilista sul-africano que participou do Grande Prêmio da África do Sul de 1975 de Fórmula 1.